# Journey Journey〜ボクラノミライ〜
「Journey Journey〜ボクラノミライ〜」（ジャーニー ジャーニー〜ボクラノミライ〜）はタッキー&翼の楽曲。12枚目のシングルとして、2011年8月31日にavex traxから発売された。

## 概要
- 通常盤、アーティストショップ限定盤、特典DVD付属の初回限定盤A、初回限定盤Bの4形態でリリースされた[1][2]。
- 「Journey Journey〜ボクラノミライ〜」は、タッキー&翼にとって初の応援ソングである[3]。作詞者の椎名慶治によると、「いつもの椎名君らしい詞を」とオーダーを受けたという[4]。
- カップリング曲の「友よ」は、NHK『みんなのうた』2011年8月 - 9月度のオンエア楽曲として起用された[5]。永遠の友情[6]、日韓の友情[3][5]がテーマとなっている[1]。また、Eテレの企画「お願い!編集長」に寄せられたリクエストに賛同者が多く集まったため、2013年12月21日・2014年1月18日に再放送され、2016年10月1日・29日・11月26日にも再放送された[7]。

## 収録曲

### 通常盤
1. Journey Journey〜ボクラノミライ〜
作詞：椎名慶治、作曲：加藤裕介、編曲：鈴木ヒロト
2. 友よ
作詞：もりちよこ、作曲：ユ・ヘジュン、編曲：大西克己
3. Love Is All
作詞・作曲・編曲：和田耕平
4. 愛はタカラモノ（Remix）

### 初回限定盤A
1. Journey Journey〜ボクラノミライ〜
2. 友よ

DVD
1. Journey Journey〜ボクラノミライ〜 MUSIC VIDEO
2. Journey Journey〜ボクラノミライ〜 OFF SHOT

### 初回限定盤B
1. Journey Journey〜ボクラノミライ〜
2. 友よ

DVD
1. Journey Journey〜ボクラノミライ〜 MUSIC VIDEO タッキーVer.
2. Journey Journey〜ボクラノミライ〜 MUSIC VIDEO 翼Ver.

### タキツバShop限定盤
1. Journey Journey〜ボクラノミライ〜
2. 友よ
3. Love Is All
4. Hey Now!
作詞・作曲：浅利進吾[8]
5. Journey Journey〜ボクラノミライ〜（Instrumental）
6. 友よ（Instrumental）

## 映像作品
Journey Journey〜ボクラノミライ〜
- LIVE TOUR 2011 OUR FUTURE
- タキツバCLIPS Two（PV映像）
- Youは何しに？タッキー＆翼CONCERT そこにタキツバが私を待っている 正月は東京・大阪へ

友よ
- LIVE TOUR 2011 OUR FUTURE

Hey Now!
- LIVE TOUR 2011 OUR FUTURE
- Youは何しに？タッキー＆翼CONCERT そこにタキツバが私を待っている 正月は東京・大阪へ